# Jean Trausch
 (décembre 2023).
Si vous disposez d'ouvrages ou d'articles de référence ou si vous connaissez des sites web de qualité traitant du thème abordé ici, merci de compléter l'article en donnant les références utiles à sa vérifiabilité et en les liant à la section « Notes et références ».
Pour les articles homonymes, voir Trausch.
Jean Trausch SCJ, en religion Père Irénée, né le 6 mars 1918 à Eppeldorf au Luxembourg et mort assassiné le 25 novembre 1964 à Stanleyville (Congo-Kinshasa), est un prêtre missionnaire luxembourgeois du Sacré-Cœur de Saint-Quentin qui fut assassiné pendant les massacres de Stanleyville.

## Biographie
Il est ordonné prêtre le 16 juin 1944 et envoyé au Congo belge en 1947, où il devient par la suite curé de Ponthierville.
Après l'indépendance intervenue le 30 juin 1960, et le départ de la plupart des colons, des émeutes continuent d'éclater, mais la situation semble se stabiliser pour les missionnaires et les religieuses demeurés dans le nouveau Congo-Kinshasa. C'est alors qu'éclate à l'été 1964 la rébellion Simba qui enflamme surtout l'est et le centre du pays.
Les planteurs et les expatriés demeurés au pays le fuient, tandis que les arrestations et les crimes contre l'humanité commencent. La révolte touche aussi la région de Stanleyville. Les troupes rebelles pénètrent à Ponthierville le 14 novembre 1964. Le P. Trausch et deux confrères de sa congrégation, le P. Schuster et le frère Jozef Vanderbeek, sont ligotés et emmenés de force avec les Sœurs missionnaires ainsi que quelques blancs. Le P. Trausch - comme ses compagnons d'infortune - est emprisonné, frappé, puis présenté devant un simulacre de tribunal populaire quelques jours plus tard. Le 23 novembre, le P. Trausch, ses confrères et les Sœurs sont déportés par train à Stanleyville. Là, à l'Hôtel des Chutes, 350 Belges et Européens (dont 74 missionnaires) sont tenus prisonniers.
Le P. Trausch et ses compagnons sont transférés au camp militaire de Ketele et enfermés dans un cachot, puis les religieuses de Ponthierville sont transférées chez les dominicaines. Les parachutistes belges se préparent à partir au cours de l'opération Dragon rouge pour libérer les prisonniers, mais c'est trop tard, le P. Trausch est massacré dans la nuit du 24 au 25 novembre, de même que parmi les religieux neuf autres prêtres de sa congrégation et seize religieuses de plusieurs congrégations (6 Luxembourgeoises, 5 Espagnoles, 2 Belges, 2 Françaises et 1 Italienne).

## Crédit d'auteurs
- (nl) Cet article est partiellement ou en totalité issu de l’article de Wikipédia en néerlandais intitulé « Jean Trausch » (voir la liste des auteurs).